# Кавказский улар
Кавказский улар, или кавказская горная индейка (лат. Tetraogallus caucasicus) — вид птиц рода улары, семейства фазановых, обитающий на Кавказе.

## Описание
Кавказский улар по поведению и внешнему виду напоминает домашнюю курицу, но по размерам больше её. Масса улара колеблется в зависимости от времени года от 1,6 до 2,4 кг.
Туловище у кавказского улара плотное, шея короткая, голова маленькая, клюв небольшой, но плотный и широкий, ноги короткие и толстые, крылья тоже короткие, несколько заострённые, хвост относительно длинный и слегка закруглён. Оперение обильное и густое; для защиты птицы от низких температур, свойственных высокогорным местам обитания уларов.
Кавказский улар является наземной горной птицей, поэтому бегает легко и быстро даже по крутым склонам, пользуясь крыльями для поддержания равновесия. При опасности бежит к обрывам, чтобы спланировать в ближайшее ущелье. При полёте кавказский улар обычно громко свистит. Зимой птица довольно молчалива и сравнительно редко подаёт голос.
Общая приблизительная численность кавказских уларов в течение года колеблется от 410 тысяч птиц весной (в апреле) до 700 тысяч осенью (в октябре).

### Окраска
Кавказский улар окрашен в серо-стальной цвет со струйчатым рисунком на каждом пере. Горло, верхняя часть зоба, низ и бока шеи чисто-белые, на боках туловища расположены широкие коричневые продольные полоски с чёрными окаймлениями. Передние части спины, груди и часть зоба украшены чёткими поперечными полосками чёрного и светло-охристого цвета. Перья хвоста коричневато-бурые, на концах каштановые. Маховые перья белые с тёмно-бурыми концами, подхвостье снежно-белого цвета. По окраске самцы и самки не отличимы. Разница наблюдается лишь в размере и шпорах.

## Место обитания
Кавказский улар распространён в альпийской зоне Главного Кавказского хребта. Здесь птица встречается от верхней границы альпийских лугов до пределов постоянного снега (1800 до 4000 м над уровнем моря).
Для обитания предпочитает крутые каменистые россыпи и скалистые ущелья со скудной высокогорной растительностью, чередующиеся с полянами, поросшими низкой альпийской травянистой растительностью; чистых ровных склонов гор без скал и осыпей избегает.
Средняя плотность размещения Кавказских уларов весной составляет свыше 20, осенью — около 35 особей на 1 км².
Кавказский улар предпринимает сезонные вертикальные кочевки: во вторую половину лета птица поднимается к вершинам и гребням гор вслед за отступающей границей вечных снегов; осенью же, с выпадением в высокогорье снегов, кавказский улар спускается в более низкие пояса гор; зимой же улар располагается в нижней половине альпийского пояса, выискивая участки склонов, свободных от снега, где птица может находить себе корм; ранней весной улар спускается вплоть до субальпийского пояса.

## Размножение
Брачный период у Кавказских уларов наступает с середины марта, в этот период стаи птиц, переживавших зиму вместе, рассыпаются.

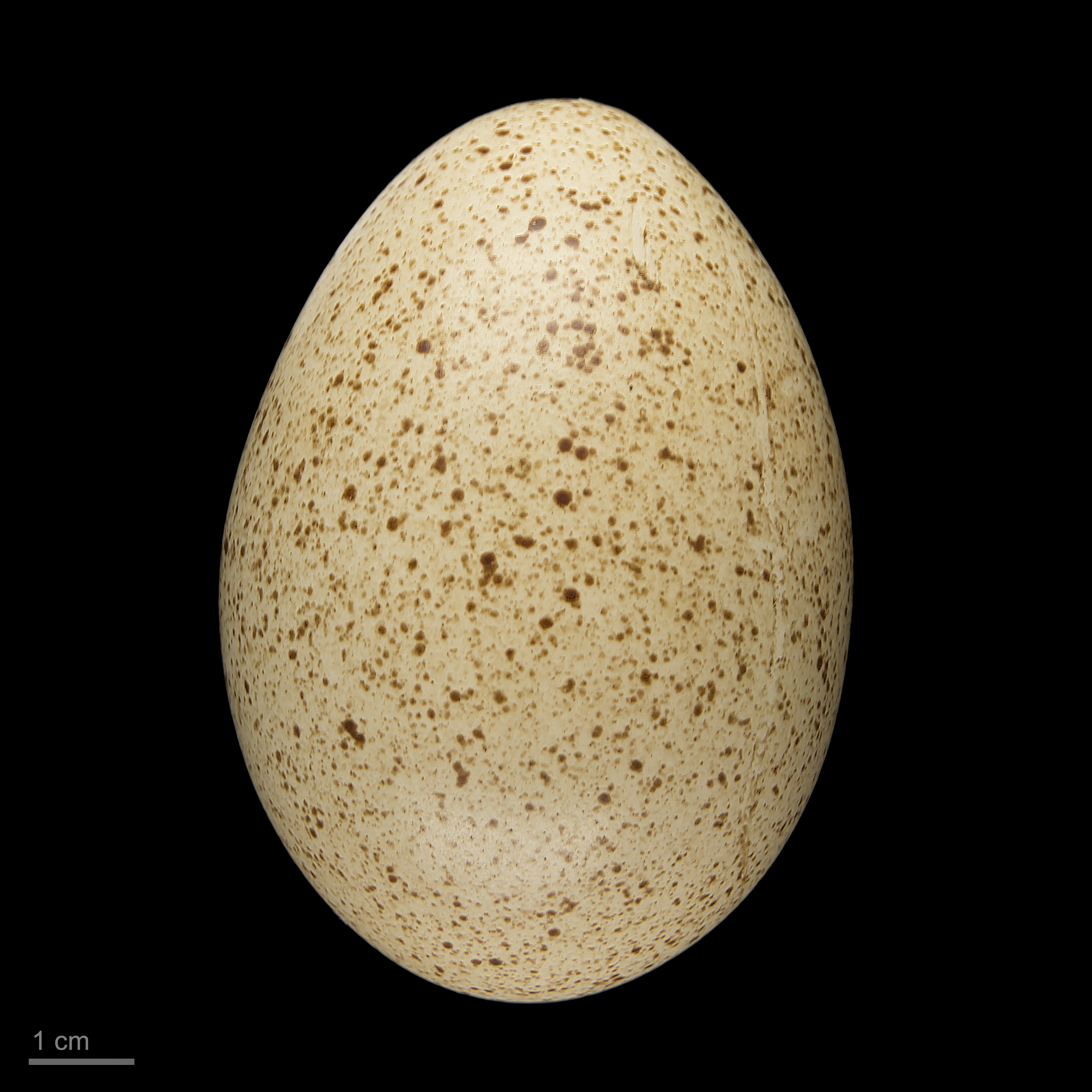
яйцо Tetraogallus caucasicus — Тулузский музей

### Брачный период
Самцы часто преследуют самок, зазывают их пением и дерутся между собой. Добившись самки самец принимает брачную позу — приподнимает хвост к верху, а голову вытягивает вперёд. В брачный период самцы мало питаются и сильно сбавляют в весе. Гнездование у уларов происходит в апреле. Кладка обычно составляет от пяти до восьми яиц. Насиживает яйца лишь самка.
К 3 месяцам размер птенцов достигает взрослой особи. Достижение половозрелости происходит к весне следующего года.

## Линька
Линька оперения у кавказского улара происходит один раз в году. Самцы начинают линять за 15-20 дней до появления выводка, заканчивая процесс примерно через 5,5 месяца. Самки же обычно линяют спустя три недели после вылупления птенцов. Благодаря повышенной скорости смены оперения, самки управляются за 4 месяца и заканчивают одновременно с самцами.

## Питание
Кавказский улар является растительноядной птицей. Животные корма не играют никакой роли в питании уларов. В пищу употребляют наземные части альпийских растений — листья, стебли, молодые побеги, бутоны, цветы, почки и семена. Всего в рационе улара около 70 видов растений. В основном это злаки и осоки, бобовые и гвоздичные.
Кавказские улары не нуждаются в постоянных источниках воды. Её они получают вместе с растительной пищей.